# Can Baró (masia de Barcelona)
El Can Baró és una masia de Barcelona que dona nom a un barri situat al vessant sud del turó de la Rovira i està catalogada com a bé amb elements d'interès (categoria C).

## Història
El seu nom, que apareix en un plànol del 1748 realitzat pel geòmetra Francesc Clavera, prové de Ramon Feliu d'Ivorra i Salvà, baró de Cervelló i senyor de Sant Vicenç dels Horts, que el 1737 la va vendre al metge barceloní Francesc Sampere. El 1794, el seu net Josep Manuel Pascali i Sampere, ambaixador a Suïssa, va rebre el títol de baró de Sant Lluís.
El 1867, la propietat va passar a mans del ciutadà madrileny Joaquín de las Llanas y López de la Huerta, que promogué un projecte d'urbanització dels extensos terrenys, que donà origen a l'actual barri al voltant del mas. El 1869, una part fou segregada per a construir els dipòsits de la Societat d'Aigües de Barcelona, provinent del manantial de Dosrius (vegeu Parc de les Aigües).
Hi ha notícies que afirmen que el 1909, el mas va acollir gent que fugia dels aldarulls provocats durant la Setmana Tràgica, i que durant la Guerra Civil espanyola serví com a hospital. Després es convertí en col·legi dels jesuïtes.
Actualment acull l'escola ACIS Artur Martorell.

## Arquitectura
De planta basilical amb el coronament curvilini, consta de planta baixa, dos pisos i golfes. La façana és força interessant amb obertures distribuïdes simètricament, amb tres balcons que fan d'ampit al primer nivell i tres finestres al segon pis. Totes aquestes obertures tenen els brancals i llindes rectes (menys la del balcó central que disposa d'un arc escarser), fetes de blocs de pedra ben escairada que sobresurten lleugerament del revestiment de la façana. Probablement, les finestres de les golfes hagin estat tapiades i en el seu lloc s'hi ha instal·lat un rellotge de sol que presideix la façana.
La data de 1674 que hi ha inscrita a la llinda de pedra de la porta d'entrada es creu que és la data de la reforma d'una construcció més antiga.